# 羽島 (山口県)
羽島（はじま）は、山口県萩市に属する無人島。北長門海岸国定公園に含まれている。1971年（昭和46年）11月25日に全島民が離島し無人島となった。

## 概要
萩港の北約5km、虎ヶ崎の西約1.7km沖合にある。島の周囲は海食崖に囲まれており、島内は平坦で有人島時代は一面に葉タバコ畑が広がっていた。集落は島の南側に存在しており、近くには船着き場もあった。
無人島化後にレジャー施設が整備されていたが、その施設も1995年（平成7年）に閉鎖され、その後は放棄されている。2018年現在、島内にはレジャー施設の廃墟が残るが、有人島時代の遺構は観音堂程度しか残っておらず、開発されていた島内の平地は雑草と灌木に覆われ、島内を移動することも困難となっている。

## 歴史
羽島に人が定住し始めたのは中世であると考えられている。近世においては、火災が頻発していたとされている。
1889年（明治22年）には、町村制が施行され、阿武郡六島村の所属となり、1955年（昭和30年）には、六島村が萩市と合併したため、以降萩市の所属となった。
明治以降には小中学校の分校も設置されたが、第二次世界大戦後になると急速に住民が流出していき、1965年（昭和40年）には小中学校の分校も閉校となった。
1970年（昭和45年）、当時の羽島の全住民が、集団離島を前提に連名で萩市内の不動産会社に羽島の家屋などを含む民有地全ての売却を依頼した。全島民が集団離島へと至った理由としては、急激な過疎化と高齢化に加えて、島内の学校の閉校と、本州側での寄宿舎の開設による子供の流出が挙げられている。本件は、当時新聞でも報道されており、この時の売却依頼された土地は、羽島の3分の2に上ったという。結果的に、萩市が山口県と協力し、市と県が折半して羽島の民有地全てを購入した。1971年（昭和46年）11月25日に、全島民44人が集団離島し、無人島となった。
1981年（昭和56年）に、「羽島大キャンプ場」が開場し、その後は「海洋パークセンター」としてテニス場などのレジャー施設が整備されていった。毎年7月に、市民キャンプ大会も開催され、最盛期には300～400人程度の参加者が居た。しかし、レジャーの多様化などの影響によって年々利用者が減少し、1995年（平成7年）に閉鎖された。以降は利活用される事無く、放棄されている。